# Dit de Velent le forgeron

Le Dit de Velent le forgeron (Velents þáttr smiðs en vieux norrois) est la partie de la Saga de Théodoric de Vérone dont le héros est Wieland (Velent, Wayland, Völund).
Fils du géant Vadi, originaire de Seeland, Velent fut envoyé comme apprenti chez Mímir, un forgeron du Húnaland. Mais Sigurd s'y trouvait au même moment, et il battait les autres apprentis. Quand Vadi apprit cela, il ramena Velent et l'envoya chez deux habiles nains qui vivaient dans une montagne nommée Kallava. Les nains acceptèrent d'apprendre à Velent tout ce qu'ils savaient, mais menacèrent de le tuer si son père ne revenait pas le chercher. Vadi mourut dans une avalanche, et Velent tua les nains.
Il navigua ensuite vers le Danemark dans un tronc d'arbre évidé et arriva finalement au Jutland, où régnait le roi Nidung. Velent fut rapidement défié par le forgeron de Nidung, Amilias. Amilias forgea une armure et Velent une épée, Mímung, avec laquelle il tua facilement son rival. Son talent de forgeron lui valut une grande renommée.
À la veille d'une bataille, Nidung s'aperçut qu'il avait oublié sa pierre de victoire et offrit sa fille et la moitié de son royaume à celui qui la lui apporterait avant le lever du soleil. Velent alla la chercher mais, quand il revint, le sénéchal (dróttseti) la lui demanda. Velent refusa de la lui donner et le tua. Il fut alors banni par Nidung.
Plus tard, il essaya de se venger en empoisonnant le roi et sa fille mais il fut découvert, ses tendons furent tranchés, et il fut contraint de travailler dans la forge du roi. Mais il parvint finalement à tuer les deux plus jeunes fils du roi et fit avec leurs os un service de table qu'il offrit au roi. Il viola aussi la fille du roi.
Le frère de Velent, Egil, vint à la cour. Il était un archer renommé, et Nidung le mit au défi de tirer une flèche dans une pomme placée sur la tête de son fils. Il n'avait droit qu'à une seule tentative, mais prit trois flèches. Après qu'il eut atteint sa cible avec la première flèche, le roi lui demanda pourquoi il en avait pris deux autres, et Egil lui expliqua que, s'il avait atteint son fils, les deux autres auraient servi à le tuer.
Velent demanda à son frère de lui procurer des plumes, avec lesquelles il se confectionna des ailes. Il alla voir Nidung et lui révéla qu'il avait tué les jeunes princes et engendré un fils avec la princesse. Puis il s'envola. Le roi ordonna à Egil de lui tirer dessus, mais Velent avait attaché une poche remplie de sang sous son bras. Egil l'atteignit, trompant ainsi le roi, et Velent put revenir en Seeland.
Nidung mourut peu de temps après, et son fils Otvin lui succéda. La princesse donna naissance à un fils nommé Vidga. Velent fit la paix avec Otvin et épousa la princesse.

## Source
- Saga de Théodoric de Vérone (Þiðrekssaga af Bern) : légendes héroïques d'outre-Rhin, intr., trad. et notes Claude Lecouteux, Paris : Honoré Champion, 2001.  (ISBN 2-7453-0373-2).